# The Broken Circle Breakdown
The Broken Circle Breakdown (ook: Alabama Monroe) is een Belgische langspeelfilm van Felix Van Groeningen uit 2012 met Veerle Baetens en Johan Heldenbergh in de hoofdrol. De film is gebaseerd op het gelijknamige theaterstuk uit 2009 van Johan Heldenbergh en Mieke Dobbels gebracht door beide acteurs en de rest van theatergezelschap Compagnie Cecilia. De film was de Belgische inzending voor de Oscars en sleepte een nominatie voor beste buitenlandse film in de wacht.
De film werd geselecteerd als openingsfilm van het Internationaal filmfestival van Vlaanderen-Gent en ging op 9 oktober 2012 in Gent in première.

## Verhaal
Vijf vrienden spelen samen in een bluegrass-bandje. Als banjospeler Didier (Johan Heldenbergh) tattooartieste Elise (Veerle Baetens) ontmoet, nodigt hij haar uit op hun optreden. Niet veel later ontdekt Didier dat Elise een prachtige stem heeft en vraagt hij haar zangeres te worden in hun band. De twee worden verliefd op elkaar en na enkele maanden ontdekt Elise dat ze onverwacht zwanger is. Na de initiële shock is het koppel heel blij en beginnen ze hun droomhuis te bouwen. Ze krijgen een dochter Maybelle en hun muziekcarrière loopt goed. Het gezin beleeft enkele gelukkige jaren tot Maybelle kort na haar zesde verjaardag kanker krijgt, en binnen het jaar sterft. Daarna wordt de relatie van Didier en Elise verder op de proef gesteld. De muziek helpt af en toe om de pijn te verzachten.
Didier stort zich op sciëntisme, zeker nadat hij ontdekt dat George W. Bush zijn veto had uitgesproken tegen het onderzoek op embryonale stamcellen onder druk van religieuze fanatici, pro-life en creationisten. Elise vlucht in spiritisme en reïncarnatie. Elise, die zich heeft hernoemd naar Alabama, kan het verdriet niet meer aan en probeert zelfmoord te plegen met een overdosis medicatie. Alabama is niet meer levensvatbaar en Didier stemt ermee in dat de kunstmatige ademhaling in het ziekenhuis wordt stopgezet. De film eindigt met de band die aan het sterfbed van Alabama een afscheidsnummer speelt.
De Franstalige titel "Alabama Monroe" refereert aan de identificatie van de hoofdrolspelers met respectievelijk de Amerikaanse staat Alabama, en bluegrass-muzikant Bill Monroe.

## Rolverdeling
| Acteur               | Personage       |
| -------------------- | --------------- |
| Veerle Baetens       | Elise (Alabama) |
| Johan Heldenbergh    | Didier          |
| Nell Cattrysse       | Maybelle        |
| Geert Van Rampelberg | William         |
| Nils De Caster       | Jock            |
| Robby Cleiren        | Jimmy           |
| Bert Huysentruyt     | Jef             |
| Jan Bijvoet          | Koen            |
| Blanka Heirman       | Denise          |

## Filmmuziek
De filmmuziek bevat voornamelijk traditionals, waarvan de componisten onbekend zijn, met daarnaast een traditional van A.P. Carter, een Lyle Lovett en een Townes Van Zandt-cover en een lied van producer en arrangeur Bjorn Eriksson.

### Albums
| Album met eventuele hitnotering(en) in de Nederlandse Album Top 100 | Datum van verschijnen | Datum van binnenkomst | Hoogste positie | Aantal weken | Opmerkingen                                     |
| ------------------------------------------------------------------- | --------------------- | --------------------- | --------------- | ------------ | ----------------------------------------------- |
| The broken circle breakdown                                         | 19-10-2012            | 22-12-2012            | 35              | 7*           | door The Broken Circle Breakdown Bluegrass Band |

| Album met hitnotering(en) in de Vlaamse Ultratop 200 albums | Datum van verschijnen | Datum van binnenkomst | Hoogste positie | Aantal weken | Opmerkingen                                                  |
| ----------------------------------------------------------- | --------------------- | --------------------- | --------------- | ------------ | ------------------------------------------------------------ |
| The broken circle breakdown                                 | 19-10-2012            | 27-10-2012            | 1 (12wk)        | 86           | 2X Platina / door The Broken Circle Breakdown Bluegrass Band |
| Unbroken! Live in concert                                   | 25-10-2014            | 01-11-2014            | 20              | 10*          | door The Broken Circle Breakdown Bluegrass Band              |

### Singles
| Single met hitnotering(en) in de Vlaamse Ultratop 50 | Datum van verschijnen | Datum van binnenkomst | Hoogste positie | Aantal weken | Opmerkingen                                                                  |
| ---------------------------------------------------- | --------------------- | --------------------- | --------------- | ------------ | ---------------------------------------------------------------------------- |
| If I needed you                                      | 22-10-2012            | 03-11-2012            | 8               | 22           | door The Broken Circle Breakdown Bluegrass Band / Nr. 3 in de Radio 2 Top 30 |
| Wayfaring stranger                                   | 06-11-2013            | 16-11-2013            | tip59           | -            |                                                                              |
| Will the circle be unbroken                          | 18-01-2014            | 25-01-2014            | tip42           | -            |                                                                              |

## Prijzen
- Na amper 1 week kreeg de film een Gouden Award omdat reeds 100 000 bezoekers de film kwamen bekijken.[1]
- Op februari 2013 in Berlijn kreeg de film 2 prijzen uitgereikt. De film won de Europa Cinemas Label voor Beste Europese Film & Panorama Publieksprijs.
- In april 2013 op het Tribeca International Film Festival in New York is de actrice Veerle Baetens uitgeroepen als beste actrice door haar rol in deze film. Ook heeft de film een prijs gekregen voor het beste scenario.
- In april 2013 won de film de publieksprijs van het CPH PIX filmfestival in Kopenhagen.[2][3][4]
- Op 20 augustus 2013 won de film ook de publieksprijs op het Noorse Haugesund International Film Festival.[5]
- Op 14 september 2013 won de film op het Filmfestival Oostende bij de Vlaamse Filmprijzen, de Ensors de prijzen van Beste Film, Beste Regie voor Van Groeningen, Beste Fotografie/Cinematografie (D.O.P.) voor Ruben Impens, Beste Muziek voor Bjorn Eriksson, Beste Actrice voor Veerle Baetens, Beste Montage voor Nico Leunen, Beste Kostuums voor Ann Lauwereys, Beste Art Direction voor Kurt Rigolle en tot slot een Industry Award voor Van Groeningen, deze laatste uitgereikt door de Belgische filmindustrie.
- Op 30 november 2013 werd de publieksprijs tijdens het 17de Black Nights Film Festival te Tallinn toegekend.[6] Dit was al de veertigste prijs die de film in de wacht kon slepen.
- Op 7 december 2013 werd Veerle Baetens bekroond als beste actrice op de European Film Awards in Berlijn.
- Op 16 januari 2014 werd de film genomineerd voor een Oscar voor Beste Niet-Engelstalige film.
- Op 23 februari 2014 was de film de laureaat Beste Buitenlandse Film bij de Satellite Awards.
- Op 28 februari 2014 won de film de Cesar Award voor Beste Buitenlandse Film.